# Capitulare de villis

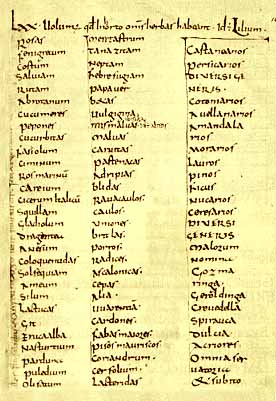
Capitulare de villis vel curtis imperii LXX, karta kapitularza pisana minuskułą karolińską

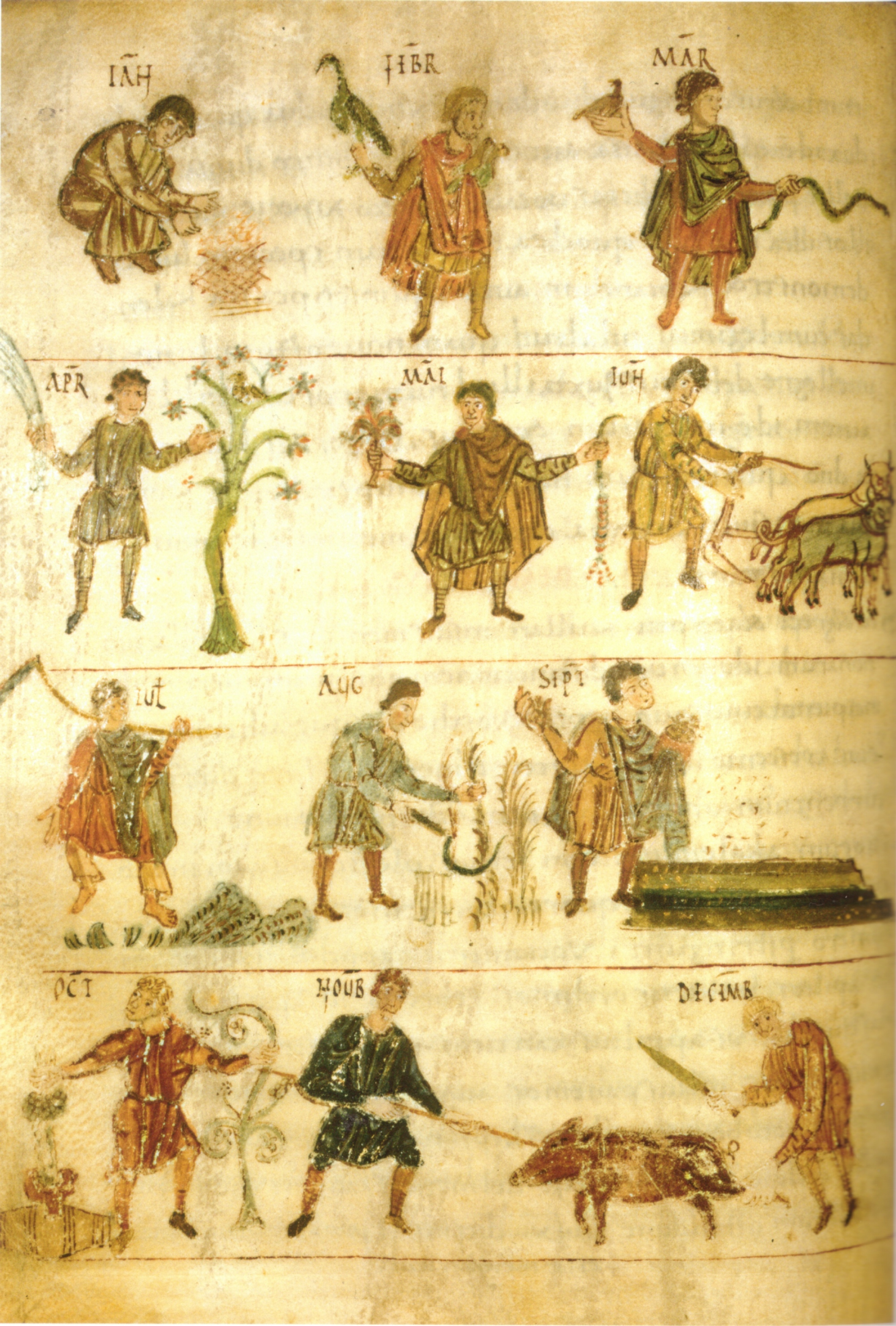
Wien, ÖNB, Cod. 387, kalendarz przedstawiający sezonowe zajęcia gospodarcze, IX wiek

Capitulare de Villis vel curtis imperii – kapitularz o włościach, dokument wydany najprawdopodobniej w latach 771-800, w ostatnich latach panowania Karola Wielkiego. Tekst dokumentu wymienia w przypadkowej kolejności zalecenia i przepisy dotyczące sposobów zarządzania dobrami królewskimi. Kapitularz w założeniu miał być częścią reformy karolińskiego rządu i administracji. Dokument był przypisywany także Ludwikowi Pobożnemu synowi Karola Wielkiego.

## Opis dokumentu
Kapitularz o włościach jest jednym z wielu dokumentów tego typu. Kapitularze (capitularia) były rodzajem konstytucji wydawanych przez władze państwowe w celu stworzenia nowego stanu prawnego. Tekst zawiera siedemdziesiąt rozdziałów w kilku głównych tematach dotyczących:
- Obowiązków rządcy królewskiego (iudex) związanych z zarządzaniem, administracją dobrami;
- Sprawiedliwości, określający władzę sądowniczą rządcy wobec podległych mu ludzi;
- Zaleceń dotyczących opieki na zwierzętami w gospodarstwie króla, w szczególności zwierzętami używanymi do polowań;
- Porad dotyczących gruntów, pól, lasów, urządzeń i nieruchomości dworu królewskiego, produkcji żywności i napojów;
- Zaleceń odnoszących się do przemysłu, wymieniających rzemieślników niezbędnych w gospodarce.

Tematy nie są ułożone w logicznym porządku, niektóre problemy są poruszane bardziej szczegółowo niż inne.   
W zarządzaniu włościami dokument kładzie nacisk na odpowiednie przygotowanie dworu, majątku króla na wizytę władcy wraz z towarzyszącymi mu ludźmi lub zapewnienia dostawy broni, zwierząt, żywności w przypadku konfliktu zbrojnego.

## Rozdział dotyczący rzemieślników służebnych
"45. Ut unusquisque iudex in suo ministerio bonos habeat artifices, id est fabros ferrarios et aurifices vel argentarios, sutores, tornatores, carpentarios, scutarios, piscatores, aucipites, id est aucellatores, saponarios, siceratores, id est qui cerevisiam vel pomatium sive piratium vel aliud quodcunque liquamen ad bibendum aptum fuerit facere sciant, pistores qui similam ad opus nostrvm faciant, retiatores qui retia facere bene sciant, tam ad venandum, quam ad piscandum sive ad aves capiendum, necnon et reliquos ministeriales quos ad numerandum longum est."
"45. Aby każdy rządca miał pod swoim zarządem dobrych rzemieślników: kowali, złotników (umiejących wyrabiać ze złota i srebra), szewców, tokarzy, cieśli, szczytników, rybaków, sokolników, mydlarzy, piwowarów, tj. takich którzy umieją warzyć piwo albo wino jabłkowe lub gruszkowe albo jakieś inne napoje dobre do picia; piekarzy którzy wypiekaliby pszenny chleb na nasze potrzeby, sieciarzy, którzy  dobrze umieją pleść sieci czy to do polowania, czy do łapania ryb lub też ptaków – jak również i innych ministeriałów, których wyliczanie byłoby zbyt długie."